# Beril·liosi
La beril·liosi és una intoxicació crònica causada per la inhalació de la pols de beril·li. Determina un tipus de pneumoconiosi en què destaca la formació de fibrosi pulmonar i granulomes. Hi ha formes agudes de ràpida resolució i d'altres d'evolució crònica que poden menar a una insuficiència respiratòria greu. És incurable però els símptomes es poden tractar.